# Piotr Svačić

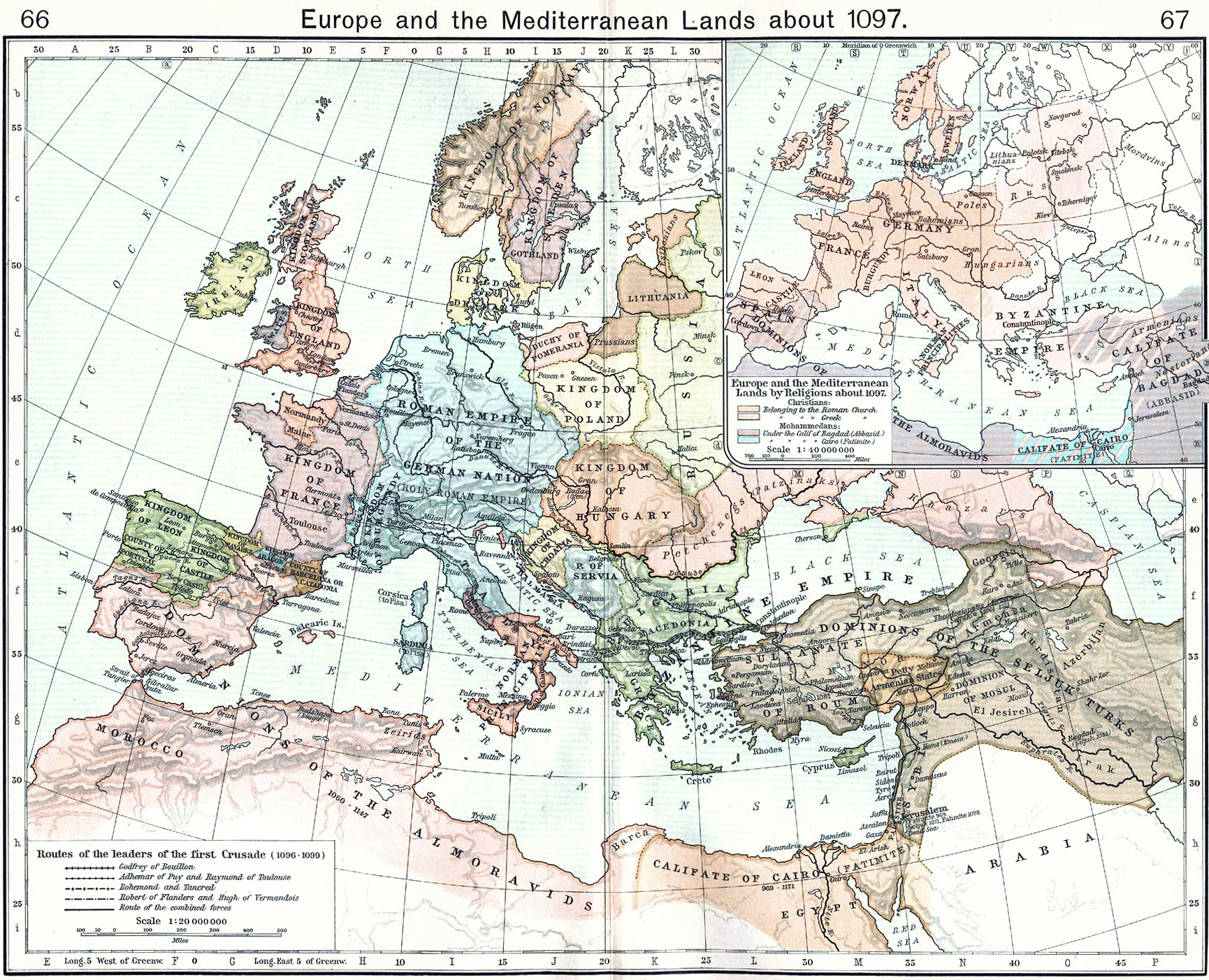
Mapa Europy około 1097 roku. Widoczne Królestwo Chorwacji w stanie sprzed inwazji węgierskiej.

Piotr Svačić (zm. 1097 w górach Gvozd) – król Chorwacji w latach 1093–1097 z rodu Svačiciów.

## Przed objęciem tronu
Piotr Svačić pochodził z chorwackiej rodziny szlacheckiej. W zależności od źródła jego ród nazywał się Svačić albo Snačić. Przypuszcza się, że był bratankiem księcia Slaveca.
Jego rzeczywista kariera rozpoczęła się wraz z bezpotomną śmiercią króla Chorwacji Stefana II w 1091 roku. Był świadkiem zwiększającego się kryzysu politycznego w Chorwacji, którego kulminacją było wkroczenie wojsk króla węgierskiego Władysława I Świętego do skłóconej politycznie Chorwacji w 1091 roku na prośbę wdowy po królu Dymitrze Zwonimirze i jednocześnie siostry Władysława, Heleny.

## Panowanie
Przełom nastąpił w 1093 roku, gdy przedstawiciele chorwackiej szlachty i duchowieństwa przeciwni roszczeniom Węgier wybrali Piotra Svačicia na króla Chorwacji, co poparł sam cesarz bizantyjski Aleksy I Komnen. Został także zaakceptowany przez miasta Dalmacji jako władca całej Chorwacji; prawdopodobnie przywrócił panowanie chorwackie nad Slawonią, pokonując ówczesnego władcę Slawonii, węgierskiego księcia Almosa. Nowo wybrany król Chorwacji rozpoczął swoje panowanie od normalizacji stosunków z terytoriami, które oparły się węgierskiej inwazji. Na swoją siedzibę wybrał miasto Knin.

## Wojna i śmierć
W 1095 roku na tron węgierski wstąpił Koloman, który okazał się być bardzo groźnym sąsiadem. Podczas I wyprawy krzyżowej z 1096 roku jego talent do dyplomacji i sprawnego zarządzania państwem doprowadził do maksymalnego zmniejszenia negatywnych skutków obecności krzyżowców, a także dopuszczenia nielicznych ich sił do przejścia przez terytorium Węgier w kierunku Ziemi Świętej. Blokowanie pochodu krzyżowców zdenerwowało papieża Urbana II. Być może konflikt z papiestwem doprowadził do zaatakowania rok później osłabionej problemami wewnętrznymi Chorwacji. Po błyskawicznym podboju Dalmacji armia węgierska stoczyła bitwę na Górze Gvozd, w której zginął król Piotr Svačić.

## Po śmierci króla
Koloman ostatecznie wygrał wojnę i podbił Chorwację, w konsekwencji czego koronował się w 1102 roku w Biogradzie na króla Chorwacji. Zapoczątkowało to unię personalną pomiędzy Węgrami a Chorwacją, która odtąd była rządzona przez bana Chorwacji (wicekróla). Unia przetrwała aż do 1918 roku.